# 飯沼守
飯沼 守（いいぬま まもる、1888年（明治21年）11月25日 - 1978年（昭和53年）3月21日）は、日本の陸軍軍人。最終階級は陸軍中将。

## 経歴
尾張藩士・飯沼端の長男として生まれる。名古屋明倫中学（現・愛知県立明和高等学校）、名古屋陸軍地方幼年学校、中央幼年学校を経て、1909年（明治42年）5月、陸軍士官学校（21期）を卒業。同年12月、陸軍歩兵少尉に任官し歩兵第51連隊付となる。1919年（大正8年）11月、陸軍大学校（31期）を卒業し歩兵第51連隊中隊長となる。
1920年（大正9年）8月、陸軍運輸部員となり、第20師団参謀、参謀本部部員を歴任。1925年（大正14年）5月、陸軍歩兵少佐に進級。1927年（昭和2年）3月、歩兵第1連隊大隊長。陸軍歩兵学校教官に転じ、1929年（昭和4年）3月、陸軍歩兵中佐に進級。1930年（昭和5年）8月、第3師団参謀となり、歩兵学校教官、陸大教官を歴任。1933年（昭和8年）8月、陸軍歩兵大佐に進級。1934年（昭和9年）8月、近衛歩兵第2連隊長、陸士本科生徒隊長を経て、1937年（昭和12年）8月、陸軍少将に進級し陸軍予科士官学校幹事に補される。
1937年8月、上海派遣軍参謀長となり日中戦争に出征。第二次上海事変、南京攻略戦に参加。1938年（昭和13年）3月、予科士官学校幹事に転じ、同年11月、陸軍省人事局長に異動。1939年（昭和14年）10月、陸軍中将に進級して東部防衛司令部付となる。同年12月、第110師団長に親補され中国に出征。1942年（昭和17年）8月、予備役に編入された。
1945年（昭和20年）2月に召集。同月23日に第96師団長に親補されて済州島に赴任し終戦を迎えた。同年10月、召集解除となった。
1947年（昭和22年）11月28日、公職追放仮指定を受けた。

## 栄典
位階
- 1910年（明治43年）2月21日 - 正八位[7]
- 1913年（大正2年）4月21日 - 従七位[8]
- 1918年（大正7年）5月20日 - 正七位[9]
- 1923年（大正12年）7月31日 - 従六位[10]
- 1928年（昭和3年）9月1日 - 正六位[11]
- 1937年（昭和12年）9月1日 - 正五位[12]
- 1939年（昭和14年）12月28日 - 従四位
- 1942年（昭和17年）1月15日 - 正四位

勲章等
- 1940年（昭和15年）8月15日 - 紀元二千六百年祝典記念章[13]

## 親族
- 弟 飯沼守麿（陸軍少佐）[1]